# Неф, Ален
Ален Неф (фр. Alain Nef; род. 6 февраля 1982, Веденсвиль, Цюрих) — швейцарский футболист, игравший на позиции защитника.

## Карьера
Неф — воспитанник клуба «Вендесвиль». В 2001 году был заявлен за «Винтертур», но уже в том же сезоне перешёл в «Цюрих», где играл вплоть до 2006 года, проведя за клуб 124 матча и забив 10 голов. Сезон 2006/07 Неф начал в составе итальянской «Пьяченцы». Высокий защитник, умеющий сыграть на втором этаже быстро стал одним из лидеров клуба. Летом 2008 года Неф перешёл в «Удинезе», но в основе выходит нечасто. Его дебют за «Удинезе» состоялся 30 августа 2008, в матче против «Палермо». В начале 2009 года был отдан в аренду «Рекреативо», а позже — в «Триестину».

## Сборная Швейцарии
Перейдя в «Удинезе», Неф попал в поле зрения наставника Швейцарии Оттмара Хитцфельда и получил вызов в сборную. В своем дебютном матче Неф забил гол в ворота Кипра.